# Naveen Andrews
Naveen William Sidney Andrews (n. 17 ianuarie 1969) este un actor britanic de origine indiană, cunoscut mai ales pentru portretizarea personajului Sayid Jarrah în serialul de televiziune Lost.

## Filmografie

### Film
| An   | Titlu                        | Rol                  | Note                                                                                             |
| ---- | ---------------------------- | -------------------- | ------------------------------------------------------------------------------------------------ |
| 1991 | London Kills Me              | Bike                 |                                                                                                  |
| 1992 | Wild West                    | Zaf                  |                                                                                                  |
| 1992 | Double Vision                | Jimmy                |                                                                                                  |
| 1996 | The Peacock Spring           | Ravi Battacharya     | Film de televiziune                                                                              |
| 1996 | Kama Sutra: A Tale of Love   | Raj Singh            |                                                                                                  |
| 1996 | The English Patient          | Kip                  | Nominalizare—Screen Actors Guild Award for Outstanding Performance by a Cast in a Motion Picture |
| 1997 | True Love and Chaos          | Hanif                |                                                                                                  |
| 1998 | My Own Country               | Dr. Abraham Verghese | Film de televiziune                                                                              |
| 1998 | Bombay Boys                  | Krishna              |                                                                                                  |
| 1998 | Mighty Joe Young             | Pindi                |                                                                                                  |
| 1999 | Drowning on Dry Land         | Darshan              |                                                                                                  |
| 2000 | A Question of Faith          | William              |                                                                                                  |
| 2000 | The Chippendales Murder      | Steve Banerjee       | Film de televiziune                                                                              |
| 2002 | Rollerball                   | Sanjay               |                                                                                                  |
| 2003 | Easy                         | John Kalicharan      |                                                                                                  |
| 2004 | Bride & Prejudice            | Balraj               |                                                                                                  |
| 2006 | Provoked: A True Story       | Deepak Ahluwalia     |                                                                                                  |
| 2006 | The Ten Commandments         | Menerith             | Film de televiziune                                                                              |
| 2007 | Grindhouse                   | Abby                 | Segmentul: "Planet Terror"                                                                       |
| 2007 | The Brave One                | David Kirmani        |                                                                                                  |
| 2008 | Animals                      | Vic                  |                                                                                                  |
| 2012 | Creature of the Black Lagoon | Dr. David Raya       |                                                                                                  |
| 2013 | Diana                        | Dr. Hasnat Khan      |                                                                                                  |

### Televiziune
| An        | Titlu                             | Rol                  | Note |
| --------- | --------------------------------- | -------------------- | --- |
| 1993      | The Buddha of Suburbia            | Karim Amir           | 4 episoade |
| 2001      | The Beast                         | Tamir Naipaul        | Episodul: "The Price" |
| 2003      | Future Tense                      | Miles Gupta          | Episod pilot nedifuzat |
| 2004–2010 | Lost                              | Sayid Jarrah         | 91 de episoade Screen Actors Guild Award for Outstanding Performance by an Ensemble in a Drama Series Nominalizare—Golden Globe Award for Best Supporting Actor – Series, Miniseries or Television Film Nominalizare—Golden Nymph Award for Outstanding Actor – Drama Series (2007–08, 2010) Nominalizare—Primetime Emmy Award for Outstanding Supporting Actor in a Drama Series |
| 2010      | Law & Order: Special Victims Unit | Detective Ash Ramsey | Episodul: "Shadow" |
| 2012      | Sinbad                            | Lord Akbari          | 7 episoade |
| 2013–2014 | Once Upon a Time in Wonderland    | Jafar                | 13 episoade |
| 2015      | Sense8                            | Jonas                | 12 episoade |

### Jocuri video
| An   | Titlu     | Rol   | Note          |
| ---- | --------- | ----- | ------------- |
| 2014 | Far Cry 4 | Sabal | Actor de voce |